# Michelle Andrews
Michelle „Shelley“ Andrews OAM, später Michelle Mitchell, (* 19. November 1971 in Newcastle, New South Wales) ist eine ehemalige australische Hockeyspielerin, die mit der australischen Hockeynationalmannschaft 1996 Olympiasiegerin und 1994 Weltmeisterin war.

## Sportliche Karriere
Michelle Andrews nahm 1994 an der Weltmeisterschaft in Dublin teil. Die Australierinnen belegten in ihrer Vorrundengruppe den zweiten Platz hinter den Argentinierinnen. Im Halbfinale bezwangen sie die deutsche Mannschaft mit 2:0. Mit dem gleichen Ergebnis gewannen sie das Finale gegen die argentinische Mannschaft. Im Finale erzielte Michelle Andrews den ersten Treffer, den zweiten schoss Jackie Pereira. Mit sechs Toren, davon zwei Feldtore, drei Strafecken und ein Siebenmeter war Andrews zusammen mit der Südkoreanerin Jang Dong-sook erfolgreichste Torschützin des Turniers.
Bei den Olympischen Spielen 1996 in Atlanta gewannen die Australierinnen die Vorrunde vor den Südkoreanerinnen. Das Finale zwischen diesen beiden Mannschaften entschied die australische Mannschaft mit 3:1 für sich. 1998 fand erstmals ein Hockeyturnier im Rahmen der Commonwealth Games statt. Beim Hockeyturnier in Kuala Lumpur gewannen die Australierinnen das Endspiel gegen das englische Team mit 8:1. 1993, 1995, 1997 und 1999 gehörte Michelle Andrews zum siegreichen Team bei der FIH Champions Trophy.